# Börtingstjärnen, Lappland
Börtingstjärnen är en sjö i Vilhelmina kommun i Lappland och ingår i Ångermanälvens huvudavrinningsområde. Sjön har en area på 0,0288 kvadratkilometer och ligger 513 meter över havet. Börtingstjärnen ligger i Marsfjället Natura 2000-område.

## Delavrinningsområde
Börtingstjärnen ingår i det delavrinningsområde (721635-149457) som SMHI kallar för Mynnar i Marsån. Medelhöjden är 549 meter över havet och ytan är 18,14 kvadratkilometer. Räknas de 3 avrinningsområdena uppströms in blir den ackumulerade arean 37,49 kvadratkilometer. Korsbäcken som avvattnar avrinningsområdet har biflödesordning 3, vilket innebär att vattnet flödar genom totalt 3 vattendrag innan det når havet efter 342 kilometer. Avrinningsområdet består mestadels av skog (96 procent). Avrinningsområdet har 0,03 kvadratkilometer vattenytor vilket ger det en sjöprocent på 0,2 procent.